# Falka
Falka (románul: Falca), falu Romániában, Erdélyben, Kolozs megyében.

## Fekvése
Mócs mellett fekvő település

## Története
Falka korábban Mócs része volt, 1956 táján vált külön 64 lakossal. 1966-ban 47 lakosából 45 román, 2 magyar, 1977-ben 33 lakosából 27 román, 6 magyar, 1992-ben 12 lakosából 10 román, 2 magyar, a 2002-es népszámláláskor 11 lakosából 9 román, 2 magyar volt.